# Römersteinbruch St. Margarethen

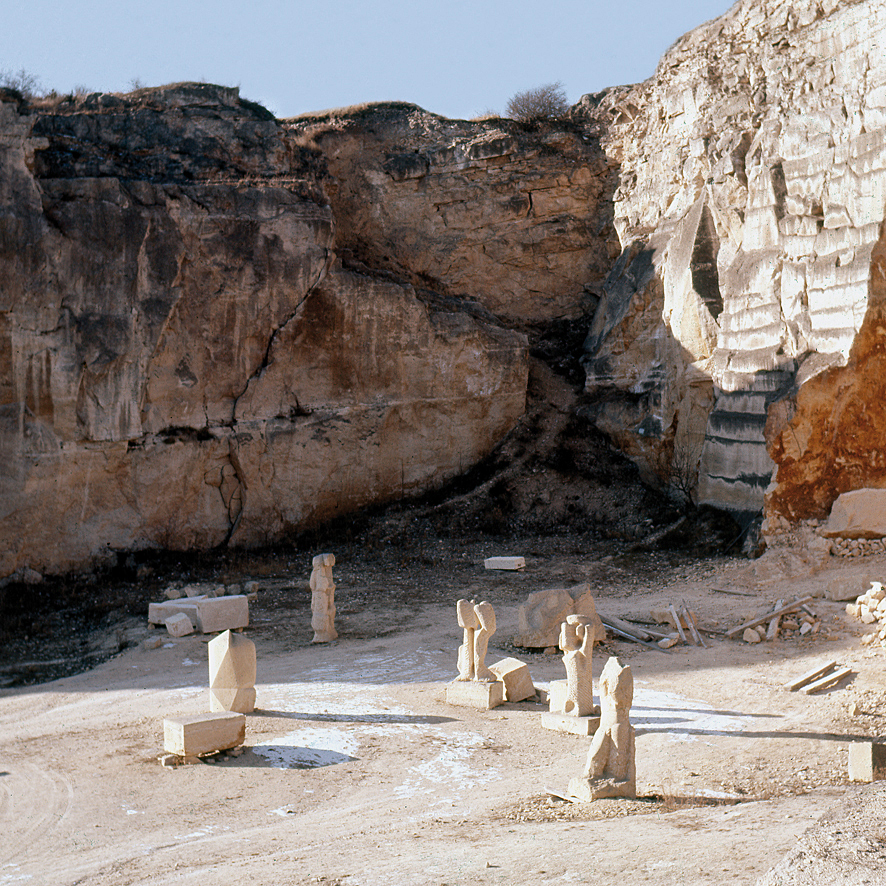
Der Steinbruch im Jahr 1960/1961

Der Steinbruch Sankt Margarethen (ehemals Römersteinbruch St. Margarethen) ist einer der ältesten noch aktiven Werksteinbrüche österreichweit und liegt in der Gemeinde Sankt Margarethen im Burgenland. Er liegt im Ruster Hügelland in der Nähe des Neusiedler Sees.

## Steinbruch
Aus diesem Steinbruch stammt der St. Margarethener Kalksandstein, der bereits vor 2000 Jahren beim Bau von Carnuntum Verwendung fand und ab dem 16. Jahrhundert überregionale Bedeutung erlangte. Seit dieser Zeit befindet sich der Steinbruch historisch im Besitz der Grundherrschaft Eisenstadt und St. Margarethen, heute ist er Teil der Familienprivatstiftung Esterházy. Verwendet wurde dieser Kalksandstein damals u. a. für Kirchenbauten in Ödenburg (heute Sopron), in Wien für den Bau des Stephansdoms und Maria am Gestade. Im Barock wurde die Wiener Karlskirche und später zahlreiche Bauwerke der Wiener Ringstraße aus diesem Werkstein errichtet.
Seit 2001 ist der Steinbruch aufgrund seiner historischen Bedeutung gemeinsam mit der Kulturlandschaft Fertő/Neusiedler See als UNESCO-Weltkulturerbe gelistet.
Der Steinbruch wurde 66 Jahre lang von der Gustav Hummel GmbH betrieben, 2017 wurde der Steinmetzbetrieb vom Traiskirchner Unternehmen Ecker Stein gekauft. Steinmetzmeister Wolfgang Ecker übernahm die Gesellschaftsanteile der Gustav Hummel GmbH und den Pacht- und Abbauvertrag mit dem Grundeigentümer, der F. E. Familienprivatstiftung Eisenstadt.

## Bildhauerzentrum
Bildhauerhaus Sankt Margarethen: Einen bedeutenden kulturellen Aufschwung nahm der Steinbruch, der bis dahin hauptsächlich als Werkstofflieferant seine Bedeutung hatte, als Karl Prantl im Jahr 1959 das erste Symposion Europäischer Bildhauer an diesem Ort veranstaltete. So stehen heute an die 50 Steinskulpturen, teils bereits etwas verwittert, am St. Margarethener Kogel.

## Freilichtmuseum
Im Steinbruch sind rund 150.000 m² für Besucher frei zugängig. In diesem Bereich sind Informationstafeln über die verschiedenen Gesteinsformationen und die fossilen Funde, die in einem Ausstellungsraum dargestellt sind, angebracht. Zu diesen Funden zählen Wirbelknochen von Walen, Hai-Zähne, Fische, Muscheln. Man sieht auch immer wieder Skulpturen, die verschiedene Bildhauer hier in den letzten Jahrzehnten schufen.
Seit den 1960er Jahren werden im Steinbruch, ebenfalls auf Anregung von Prantl, alle fünf Jahre Passionsspiele von Laiendarstellern gespielt. Seit dem Jahr 1996 wird die Naturbühne auch als Sommertheater für Opernaufführungen genutzt. Als das Gebiet rund um den Steinbruch in die im Jahr 2001 gegründeten Kulturlandschaft Fertő/Neusiedler See mit eingebunden wurde, erfuhr der Römersteinbruch neuerlich einen touristischen Schub.
Im Jahr 2007 wurde von der F. E. Familienprivatstiftung Eisenstadt das Festspielgelände durch das Architektenteam AllesWirdGut komplett neu umgestaltet.

## Passionsspiele St. Margarethen

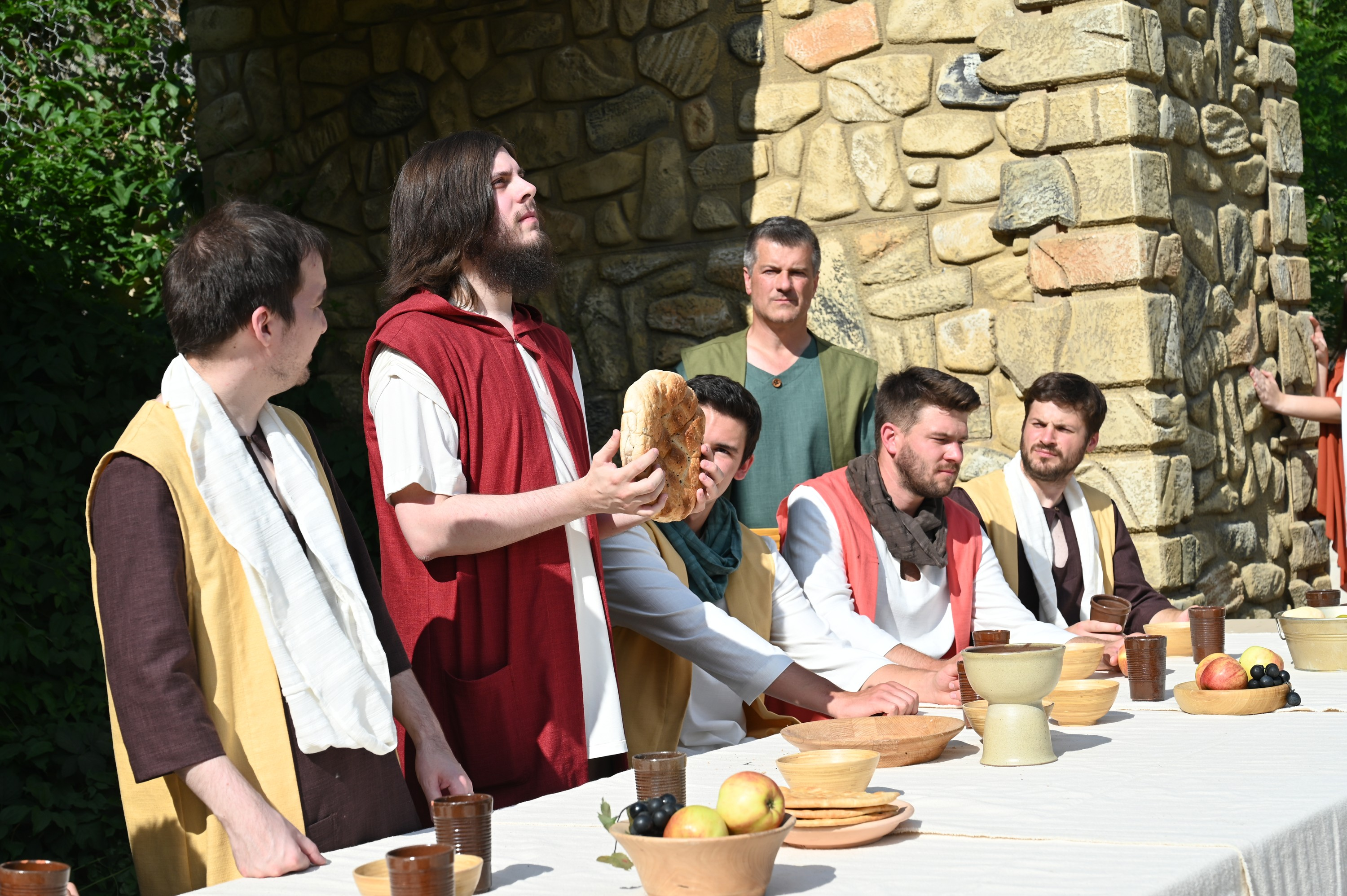
Das letzte Abendmahl

Die Spielstätte der Passionsspiele ist seit 1961 im Steinbruch. Der Beginn der Spiele geht auf das Jahr 1926 zurück als durch Jugendliche die Aufführungen im Bauernhof der Familie Unger erstmals stattfanden. Im Jahr 1933 gelobte die Pfarrgemeinde, die Passionsspiele alle zehn Jahre zu spielen, „um sich die Gnade für ein neues, erweitertes Gotteshaus zu erwirken sowie zur religiösen Erneuerung der Pfarrgemeinde und des Heimatlandes“.
So wurden die Passionsspiele in den Jahren 1933, 1936, 1946 und 1956 im Pfarrgemeindehaus aufgeführt. Da die Besucher immer zahlreicher kamen, viele aber aus Platzmangel abgewiesen werden mussten, wurde eine neue Spielstätte gesucht. Seit die Spiele auf Anregung von Karl Prantl im Steinbruch veranstaltet werden, finden die Aufführungen alle fünf Jahre statt. Die Anzahl der Mitwirkenden stieg stetig bis auf 650 Spieler, die allesamt ihre Freizeit unentgeltlich zur Verfügung stellen. Der Reinerlös der Aufführungen wird karitativen Zwecken zur Verfügung gestellt. Im Jahr 2006 hatten die Passionsspiele 70.000 Besucher.
Im Jahr 2011 wurden die Passionsspiele in einer Inszenierung von Robert Herzl vom Stadttheater Baden von 12. Juni bis 15. August zwanzigmal aufgeführt. Die Musik stammt von Thomas Steiner. In die Rolle des Christus schlüpften Christian Katter und Hubert Händler.
Für das Jahr 2021 wurde ursprünglich unter Spielleiter Richard Geier eine Neuinszenierung der Passionsspiele angekündigt. Im Mai 2021 wurden die Passionsspiele 2021 aufgrund der COVID-19-Pandemie und der damit verbundenen Verordnungen und Auflagen abgesagt. Sie fanden stattdessen von 26. Mai – 10. Juli 2022 statt.

## Oper im Steinbruch St. Margarethen

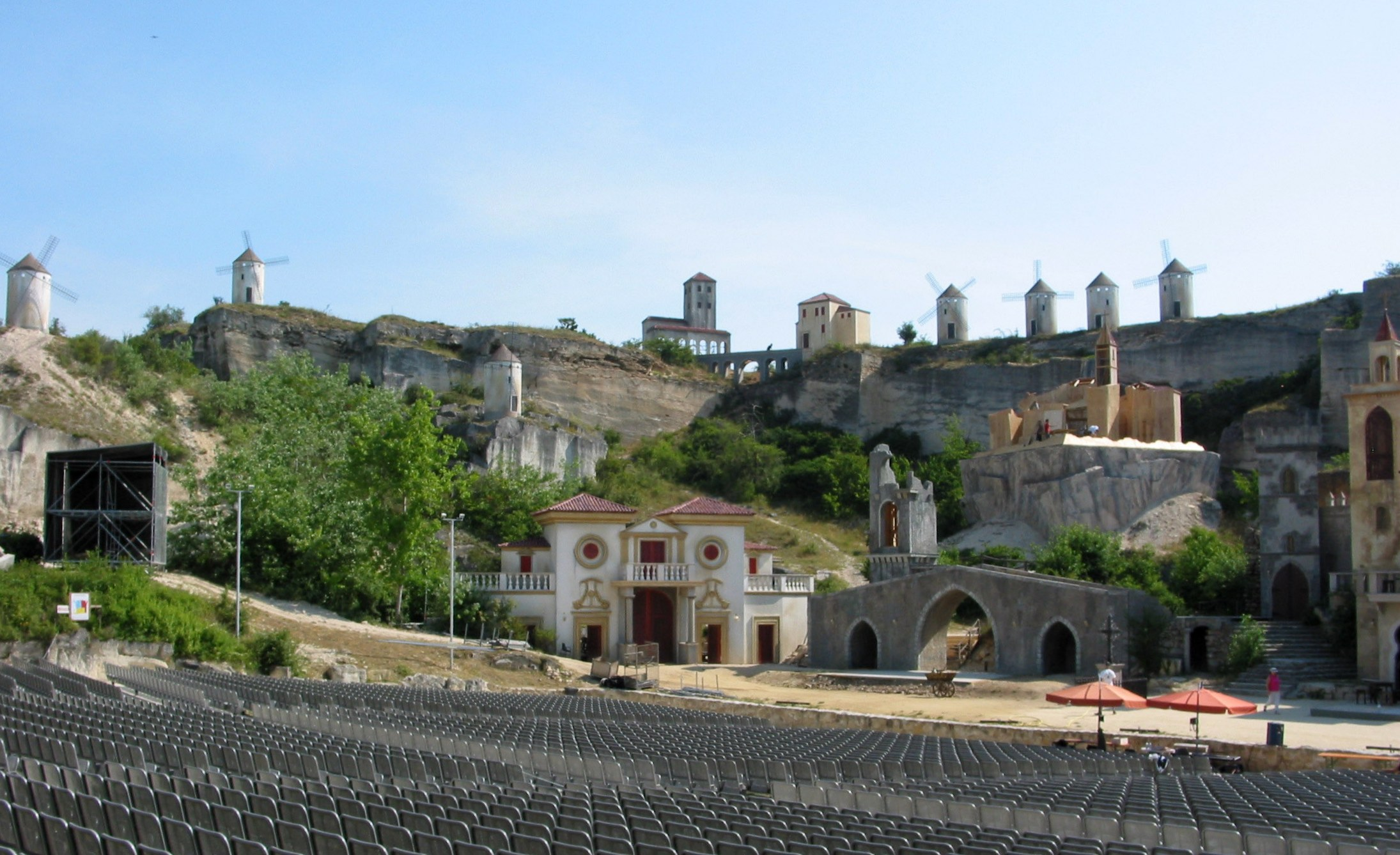
Festspielbühne, die auch für die Opernaufführungen dient

Die Oper im Steinbruch St. Margarethen fand erstmals 1996 (unter dem Namen Opernfestspiele St. Margarethen) statt und hat sich bis heute zu österreichweiter Bedeutung entwickelt. Nach dem Konkurs des Veranstalters der Opernfestspiele St. Margarethen im Frühling 2014 wurde die Auffang- und Nachfolgegesellschaft, die Arenaria GmbH gegründet, die nun die Oper im Steinbruch St. Margarethen veranstaltet.
2014 wurde Aida gespielt, 2015 stand Tosca auf dem Programm. Im Jahr 2016 wurde auf der Ruffinibühne Der Liebestrank von Gaetano Donizetti aufgeführt. Nach Rigoletto 2017 und einer Pause im Jahr 2018 gab es 2019 Die Zauberflöte, ehe nach einer Covid-Pause 2020 schließlich 2021 Turandot gegeben wurde. Im Jahr 2022 folgte die Oper Nabucco, 2023 wurde Bizets Carmen aufgeführt, 2024 ist erneut die Aufführung von Verdis Aida geplant.